# Stade Peter-Mokaba
Le  Peter Mokaba Stadium  ou stade Peter-Mokaba est un stade qui est situé à Polokwane (Afrique du Sud). Il est consacré principalement au football et à l'athlétisme, il est retenu pour accueillir la coupe du monde de football de 2010.

## Histoire
Le stade est situé à 5 kilomètres du centre-ville, et est aménagé pour être conforme aux critères de la FIFA. Son nom lui a été donné en souvenir de Peter Mokaba (1959-2002), homme politique sud-africain qui lutta contre l'apartheid et qui fut ministre du gouvernement Mandela.
La forme de la grande structure de béton dans laquelle est conçu le stade est inspirée par le baobab, l'arbre emblématique de la région, tandis que la structure métallique soutenant le toit s'appuie à chaque coin du stade, sur un "tronc" géant abritant des rampes d'accès. 

## Coupe du monde de football de 2010
Les matchs suivants de la Coupe du monde de football de 2010 s'y déroulent, uniquement des matchs du 1er tour :
- 13 juin 2010 :  Algérie 0 - 1 Slovénie

- 17 juin 2010 :  France 0 - 2 Mexique

- 22 juin 2010 :  Grèce 0 - 2 Argentine

- 24 juin 2010 :  Paraguay 0 - 0 Nouvelle-Zélande